# Parque Botánico de Suscinio
El Parque Botánico de Suscinio ( en francés: Parc botanique de Suscinio) es un jardín botánico de 28,862 m² de extensión, de propiedad y administración municipal en Morlaix, Francia.
Este jardín botánico alberga varios Arbre remarquable de France.

## Localización
Planos y vistas satelitales, 48°34′42″N 3°49′36″O / 48.57833, -3.82667
Está abierto a diario. Se cobra una tarifa de entrada.
- Promedio Anual de Lluvias: 880 mm.

## Historia
El castillo data de los siglos XI y XV.
Existe otro castillo con el mismo nombre aunque mucho más conocido situado en Morbihan, el Château de Suscinio.
El parque botánico fue creado en 2004 como un proyecto ambicioso de desarrollo financiado por el ayuntamiento de Morlaix, fue cerrado durante varios años para ser reabierto al público en 2008.

## Colecciones botánicas
Actualmente el parque alberga parterres, jardines, y una variedad de árboles, algunos de los cuales tienen más de doscientos años de edad y se encuentran clasificados como árboles notables de Francia.